# Іршанський гірничо-збагачувальний комбінат

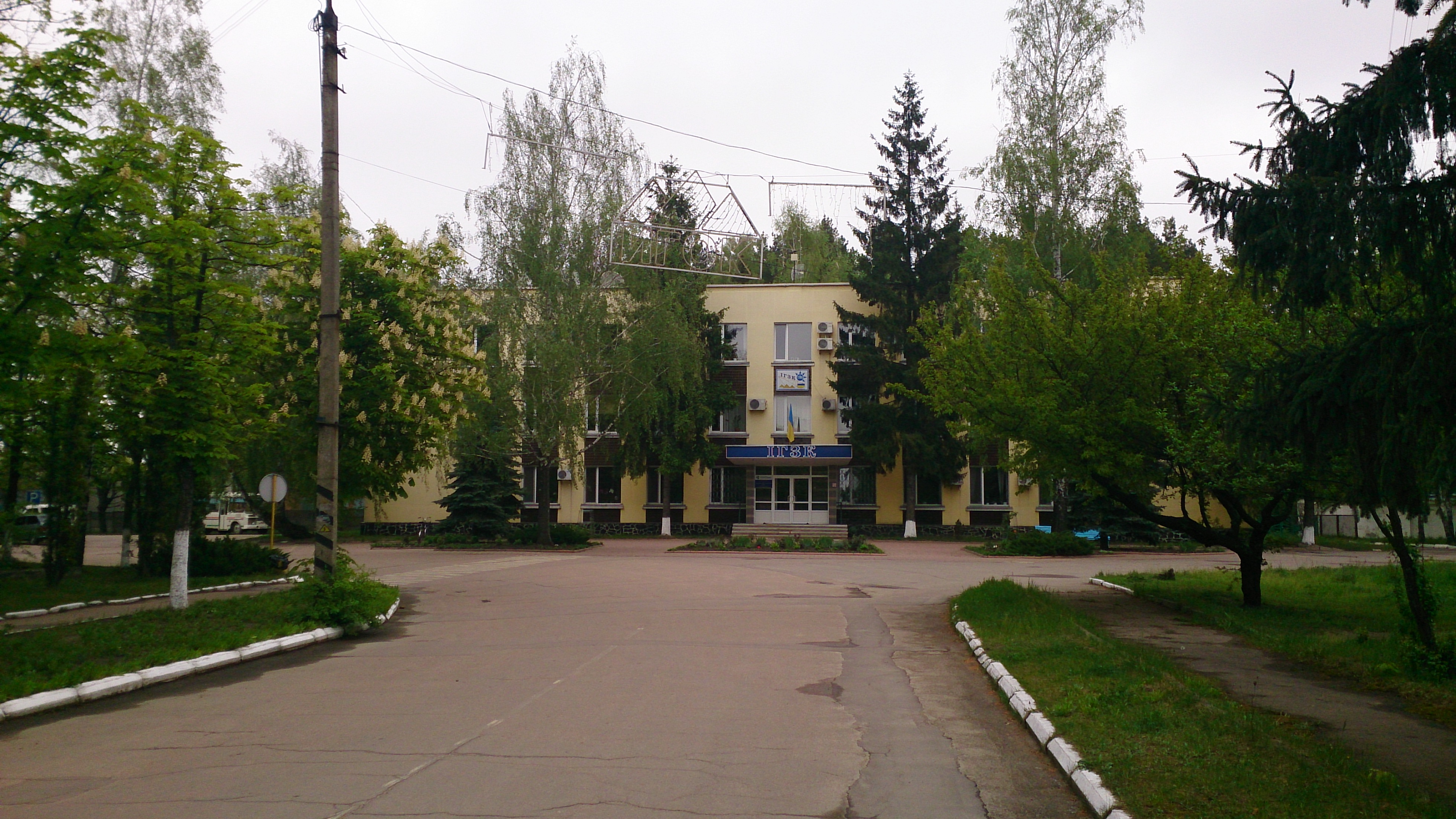
Іршанський гірничо-збагачувальний комбінат

Іршанський гірничо-збагачувальний комбінат — підприємство титанової промисловості України. Розташоване поблизу смт Іршанська Хорошівського району Житомирської області.
Будівництво було розпочато 1954 року на базі Іршанського родовища титанових руд. Перший ільменітовий концентрат на Іршанському ГЗК отримали в 1956 році.
У 1958 році ввели в дію драгу № 1, 1960 року — драгу № 2 та доводочну збагачувальну фабрику. Промислове видобування ільменітового концентрату на комбінаті здійснювалося за допомогою двох електричних драг місткістю по 210 л з подальшим збагаченням чорнових концентратів на доводочній фабриці. У 1966 році було створено кар'єр № 1 для розробки родовищ терасової частини розсипу. У 1970 році введено Лемненський рудник із закінченим процесом видобування і збагачення; 1971 року — кар'єр № 2, куди перенесли драги та крокуючі екскаватори.
На балансовому обліку ГЗКа знаходиться 7 родовищ, включно з Стремигородським, що представлене комплексними апатит-ільменітовими каолінами і корінними рудами. У розробці знаходиться три — Лемненське (розсип Ш), Верхньо-Іршанське (Гацьківська ділянка), Іршанське (Шершнєвська ділянка), запаси в яких становлять 12 % від загальних на родовищі. В останні роки комбінатом було введено в дію новий кар'єр потужністю 1 млн. м3 ільменітової руди на рік. Потужність збагачувальної фабрики — 70 тис. т концентрату на рік.